# Nicolás Demartini
Nicolás Agustín Demartini (Rafael Calzada, 4 novembre 1999) è un calciatore argentino, difensore del Barracas Central.

## Carriera

### Club
Cresciuto nel settore giovanile del Temperley, debutta in prima squadra il 26 febbraio 2018 in occasione dell'incontro di Primera División pareggiato 0-0 contro il Newell's Old Boys; realizza la sua prima rete la stagione seguente, contro l'Arsenal Sarandí in Primera B Nacional.
Nel marzo del 2021 viene prestato al Dep. Antofagasta in Cile; gioca una stagione da titolare al centro della difesa debuttando anche in Coppa Sudamericana.
Rientrato al club biancoazzurro, viene ceduto in prestito al neopromosso Tigre.

### Nazionale
Ha giocato nella nazionale argentina Under-23.

## Statistiche

### Presenze e reti nei club
Statistiche aggiornate al 4 maggio 2025.
| Stagione                | Squadra                 | Campionato              | Campionato | Campionato | Coppe nazionali | Coppe nazionali | Coppe nazionali | Coppe continentali | Coppe continentali | Coppe continentali | Altre coppe | Altre coppe | Altre coppe | Totale | Totale |
| Stagione                | Squadra                 | Comp                    | Pres       | Reti       | Comp            | Pres            | Reti            | Comp               | Pres               | Reti               | Comp        | Pres        | Reti        | Pres   | Reti   |
| ----------------------- | ----------------------- | ----------------------- | ---------- | ---------- | --------------- | --------------- | --------------- | ------------------ | ------------------ | ------------------ | ----------- | ----------- | ----------- | ------ | ------ |
| 2017-2018               | Temperley               | PD                      | 3          | 0          | CA              | 5               | 0               | -                  | -                  | -                  | -           | -           | -           | 8      | 0      |
| 2018-2019               | Temperley               | PBN                     | 23         | 1          | -               | -               | -               | -                  | -                  | -                  | -           | -           | -           | 23     | 1      |
| 2019-2020               | Temperley               | PBN                     | 19         | 0          | CA              | 1               | 0               | -                  | -                  | -                  | -           | -           | -           | 20     | 0      |
| 2020                    | Temperley               | PBN                     | 8          | 0          | -               | -               | -               | -                  | -                  | -                  | -           | -           | -           | 8      | 0      |
| 2021                    | Dep. Antofagasta        | A                       | 24         | 2          | CC              | 2               | 0               | CS                 | 1                  | 0                  | -           | -           | -           | 27     | 2      |
| 2022                    | Tigre                   | PD                      | 6          | 0          | CA+CdL          | 0+8             | 0+1             | -                  | -                  | -                  | -           | -           | -           | 14     | 1      |
| 2023                    | Temperley               | PBN                     | 32         | 0          | -               | -               | -               | -                  | -                  | -                  | -           | -           | -           | 32     | 0      |
| Totale Temperley        | Totale Temperley        | Totale Temperley        | 85         | 1          |                 | 6               | 0               |                    | -                  | -                  |             | -           | -           | 91     | 1      |
| 2024                    | Barracas Central        | PD                      | 17         | 1          | CA+CdL          | 3+3             | 0+1             | -                  | -                  | -                  | -           | -           | -           | 23     | 2      |
| 2025                    | Barracas Central        | PD                      | 11         | 0          | CA              | 1               | 0               | -                  | -                  | -                  | -           | -           | -           | 12     | 0      |
| Totale Barracas Central | Totale Barracas Central | Totale Barracas Central | 28         | 1          |                 | 7               | 1               |                    | -                  | -                  |             | -           | -           | 35     | 2      |
| Totale carriera         | Totale carriera         | Totale carriera         | 143        | 4          |                 | 23              | 2               |                    | 1                  | 0                  |             | -           | -           | 167    | 6      |